# Петін (Румунія)
Петін (рум. Petin) — село у повіті Сату-Маре в Румунії. Входить до складу комуни Пеулешть.
Село розташоване на відстані 442 км на північний захід від Бухареста, 6 км на схід від Сату-Маре, 120 км на північний захід від Клуж-Напоки.

## Населення
За даними перепису населення 2002 року у селі проживала 651 особа.
Національний склад населення села:
| Національність | Кількість осіб | Відсоток |
| -------------- | -------------- | -------- |
| угорці         | 453            | 69,6%    |
| цигани         | 108            | 16,6%    |
| румуни         | 88             | 13,5%    |

Рідною мовою назвали:
| Мова      | Кількість осіб | Відсоток |
| --------- | -------------- | -------- |
| угорська  | 565            | 86,8%    |
| румунська | 85             | 13,1%    |